# Guillermo de Newburgh
Guillermo de Newburgh o Newbury (Bridlington, Yorkshire, 1136 – Newburgh, Yorkshire 1198), también conocido como William Parvus o por su nombre en latín Guillelmus Neubrigensis, fue un canónigo agustino e historiador inglés del siglo XII.
Guillermo de Newburgh es destacado principalmente por haber escrito la Historia rerum Anglicarum o Historia de rebus anglicis en la cual relata la historia de Inglaterra desde 1066 hasta 1198, incluyendo relatos folclóricos o leyendas sobre fantasmas y vampiros. La obra, que es una de las principales fuentes de la historia medieval inglesa, abarca los reinados de Guillermo el Conquistador al de Ricardo Corazón de León, en cinco libros. El primer libro abarca el período 1066 a 1154, el segundo libro se ocupa del reinado de Enrique II hasta 1174, el tercer libro toma la historia desde 1175 hasta la muerte de Enrique II en 1189, mientras que los dos últimos libros cubren breves períodos, terminando en 1194 y 1198 respectivamente. Dado que la narración se interrumpe repentinamente en mayo de 1198, se ha deducido que Guillermo murió mientras trabaja en esta sección de su historia.
También escribió otras obras de carácter religioso como un comentario sobre el Cantar de los Cantares y tres sermones sobre unos textos del Evangelio de Lucas, sobre la Trinidad y sobre el martirio de San Alban, respectivamente.